# روبرت هو مورغان
روبرت هو مورغان (بالإنجليزية: Robert Huw Morgan)‏ هو مخرج جوقة أمريكي، ولد في 1967.